# 施普拉克比尔
施普拉克比尔（德語：Sprakebüll）是德国石勒苏益格－荷尔斯泰因州的一个市镇。总面积11.37平方公里，总人口236人，其中男性122人，女性114人（2011年12月31日），人口密度21人/平方公里。